# Euphorion van Chalcis
Euphorion (Grieks: Εὐϕορίων) van Chalcis (± 275 – ± 210 v.Chr.) was een vooraanstaande Griekse filoloog en dichter.

## Biografie
Volgens de informatie verstrekt in de Suda werd hij geboren in Chalcis op het eiland Euboea, rond 275 v.Chr.. Op een bepaald moment verkreeg hij het Athene staatsburgerschap, en in deze stad studeerde hij ook wijsbegeerte (o.a. aan de Platonische Academie, bij Lacydes) en letterkunde (bij de dichter Archebulus van Thera). Ondanks het feit dat hij niet bepaald een adonis was (hij werd door tijdgenoten beschreven als corpulent, met een vale huidskleur en o-benen!) was hij de minnaar van de vrouw van een plaatselijke vorst op Euboea, en op zijn drukke liefdesleven zou vaak gealludeerd zijn in menig erotisch gedicht uit de Anthologia Palatina. Hij werd schatrijk en begaf zich op een bepaald moment in zijn leven naar het hof van Antiochus de Grote, die hem aanstelde tot zijn hofbibliothecaris.

Euphorion overleed in Syrië en werd er ook begraven (in Apamea of Antiochië?).

## Literaire betekenis
Euphorion schreef een omvangrijk œuvre bij elkaar, zowel in proza als in poëzie.
- Zijn wetenschappelijke (proza)werken handelden hoofdzakelijk over historische en taalkundige onderwerpen. Er is niet meer dan slechts enkele fragmenten van bewaard gebleven. Ze omvatten o.a.:
  - Ἱστορικὰ Ὑπομνήματα / Historische wetenswaardigheden
  - Περὶ τῶν Ἰσϑμίων / Over de Isthmische Spelen
  - Περὶ τῶν Ἀλευαδῶν / Over de Aleuaden (een koninklijke dynastie uit Thessalië, die beweerde van Heracles af te stammen)
  - Λέξις Ἱπποκράτους, een soort lexicon op het werk van Hippocrates, dat hoofdzakelijk handelde over het taalgebruik van de befaamde arts.
- Ook van de meeste van zijn gedichten kennen we niet veel meer dan de titels, die dikwijls raadselachtig zijn. Euphorion schijnt zich vooral te hebben toegelegd op het schrijven van ingewikkelde epyllia in een opzettelijk gekunstelde en duistere stijl, met heel veel geleerde toespelingen op minder bekende mythen en sagen, geheel in de trant van Callimachus en de alexandrijnse dichters. 
Euphorions invloed op latere Griekse dichters en vooral op de Romeinse dichters Catullus en Gallus was zo groot dat Cicero deze laatsten enigszins misprijzend cantores Euphorionis (d.i. zangers van Euphorion) noemde in zijn Tusculanae disputationes (3, 45).

- Bibsys: 95001513
- Biblioteca Nacional de España: XX979490
- Bibliothèque nationale de France: cb11991180q (data)
- CiNii: DA16768424
- Gemeinsame Normdatei: 118682687
- International Standard Name Identifier: 0000 0004 5879 1896
- Library of Congress Control Number: n2003052022
- Nationale Bibliotheek van Israël: 987007300827505171
- Nederlandse Thesaurus van Auteursnamen: 068500025
- Réseau des bibliothèques de Suisse occidentale: 02-A000058723
- Istituto Centrale per il Catalogo Unico: MILV224837
- LIBRIS: 304754
- Système universitaire de documentation: 028008596
- Virtual International Authority File: 288751671
- WorldCat: E39PCjwvxvJp9xFg8xHFgC9cHd